# Neue-psychoaktive-Stoffe-Gesetz
Das Neue-psychoaktive-Stoffe-Gesetz (NpSG) ist ein deutsches Gesetz, das außerhalb des Anwendungsbereichs des Betäubungs- und des Arzneimittelgesetzes den Umgang mit neuen psychoaktiven Stoffen (NPS) reguliert. Es enthält neben Begriffsbestimmungen ein umfassendes Umgangsverbot, das nur in Ausnahmen zu Gunsten der Wissenschaft oder von Behörden durchbrochen wird. Bestimmte Umgangsformen sind zudem strafrechtlich sanktioniert. Das NpSG wurde als Artikel 1 des Gesetzes zur Bekämpfung der Verbreitung neuer psychoaktiver Stoffe verkündet.
In Österreich und in der Schweiz gibt es ähnliche Gesetze. Siehe dazu im Artikel Neue psychoaktive Substanzen.

## Regelungsbedarf
Mit dem Auftreten und der Verbreitung immer neuer chemischer Varianten bekannter Betäubungsmittel und psychoaktiver Stoffe, die nach einem Urteil des Europäischen Gerichtshofs nicht unter den Arzneimittelbegriff und das Arzneimittelgesetz fallen, war aus Sicht des Gesetzgebers eine Regelungs- und Strafbarkeitslücke für NPS entstanden, deren Einzelstoffe auch nicht in die Anlagen des Betäubungsmittelgesetzes (BtMG) aufgenommen worden waren. Dem NpSG unterfallen, anders als dem BtMG, daher ganze Stoffgruppen: zunächst nur die Gruppe der 2-Phenethylamine und der synthetischen Cannabinoide, seit Gesetzesänderungen im Juli 2019 und 2021 auch weitere Gruppen.

## Regelungsumfang
Das Gesetz regelt den Umgang mit den sogenannten neuen psychoaktiven Stoffen, wobei es sich gemäß § 2 Nr. 1 NpSG um Stoffe und Zubereitungen aus den in der Anlage genannten Stoffen und Stoffgruppen handelt.

### Verbot des unerlaubten Umgangs
Im Herzen der gesetzlichen Regelung liegt ein umfassendes Verbot des Umgangs mit den NPS. Dies betrifft folgende Umgangsformen: Handel, Inverkehrbringen, Herstellen, Verbringung in, aus oder durch den Geltungsbereich des Gesetzes, Erwerb, Besitz und das Verabreichen einem anderen, § 3 Abs. 1 NpSG. Davon Ausgenommen ist die nach dem jeweiligen Stand von Wissenschaft und Technik anerkannte Verwendung zu gewerblichen, industriellen oder wissenschaftlichen Zwecken, sowie die Verwendung durch eine Behörde.

### Strafrechtliche Konsequenzen
Gemäß § 4 Abs. 1 NpSG wird der Handel, das Inverkehrbringen, die Verabreichung sowie – zum Zweck des Inverkehrbringens – die Herstellung und das Verbringen eines neuen psychoaktiven Stoffes in den Geltungsbereich des Gesetzes im Grundtatbestand mit Freiheitsstrafe bis zu drei Jahren oder mit Geldstrafe bestraft. Die Qualifikationen gemäß § 4 Abs. 3 NpSG, die auch die Abgabe von NPS an Minderjährige einschließen, sehen eine Freiheitsstrafe von einem Jahr bis zu zehn Jahren vor. Damit handelt es sich um ein Verbrechen. Neben der vorsätzlichen Tatbegehung sind auch der Versuch und die fahrlässige Begehung strafbar.
Der gewerbs- oder bandenmäßige Handel mit NPS rechtfertigt als schwere Straftat die Telekommunikationsüberwachung auch ohne Wissen des Betroffenen (§ 100a Abs. 2 Nr. 9a StPO) sowie die Untersuchungshaft bei Wiederholungsgefahr (§ 112a Abs. 1 Nr. 2 StPO).

### Handhabung von Besitz und Erwerb
Der bloße Besitz von NPS wird nach § 4 NpSG zwar nicht strafrechtlich verfolgt, ist jedoch nach § 3 NpSG verboten und unterliegt daher, unabhängig von einem Strafverfahren, der verwaltungsrechtlichen Sicherstellung und Vernichtung nach den §§ 47 bis 50 des Bundespolizeigesetzes und den Vorschriften der Polizeigesetze der Länder.
Dasselbe gilt grundsätzlich auch für den Erwerb. Hier ist jedoch zu beachten, dass durch den Akt des Erwerbs möglicherweise der Tatentschluss zum Inverkehrbringen beim Veräußerer hervorgerufen wird, sodass von einer strafbaren Anstiftung ausgegangen werden könnte. Diese Argumentation ergibt sich aus der Gesetzesbegründung des Bundestages. Dem wird entgegen gehalten, dass in diesem Fall der Erwerber kein eigenes Unrecht verübe, wie auch dem Gesetz zu entnehmen sei, da es Erwerb und Besitz explizit aus dem Strafkatalog des § 4 NpSG ausgenommen habe. Mangels höchstrichterlicher Rechtsprechung ist die Rechtslage ungeklärt.

## Im Gesetz geregelte Stoffgruppen
Das Gesetz umfasst Vertreter der im Folgenden aufgeführten Stoffgruppen, wobei die Stoffgruppendefinitionen auch die möglichen geladenen Formen und Salze eines Stoffes beinhalten. Die Stoffgruppen sind in einer Anlage zum Gesetz enthalten.
Alle Stoffgruppen bzw. Untergruppen sind definiert durch Kernstrukturen und mögliche, mit R1, R2, R3, ... bzw. X gekennzeichnete Substituenten und ihre jeweiligen Lokanten.

### Von 2-Phenethylamin abgeleitete Verbindungen

Ethylamin-Teilstruktur

In der Gruppe der 2-Phenethylamine werden ca. 2.000 Stoffe beschrieben, die eine pharmakologische Wirkung aufweisen und bei denen nach bisherigen Erkenntnissen von einem Missbrauch zu Rauschzwecken ausgegangen werden kann. Untergruppen der Phenylethylamine sind Amphetamine und Cathinone. Vom Regelungsumfang umfasst sind Stoffe mit einer maximalen Molekülmasse von 500 u, welche sich von folgender Struktur ableiten lassen. Das Ringsystem A umfasst Aromaten in einer größeren Bandbreite und beschränkt sich hinsichtlich Alicyclen auf Cyclopentyl und Cyclohexyl.

### Cannabimimetika/synthetische Cannabinoide
Die Stoffgruppe der Cannabinoidmimetika/synthetischen Cannabinoide umfasst
- von Indol, Pyrazol und 4-Chinolon und
- von 3-Sulfonylamidobenzoesäure abgeleitete Verbindungen

### Benzodiazepine
Die Gruppe der Benzodiazepine umfasst 1,4- und 1,5-Benzodiazepine und ihre Triazolo- und Imidazolo-Derivate sowie einige speziell substituierte Untergruppen, die sich von Loprazolam, Ketazolam, Oxazolam und Chlordiazepoxid ableiten. Die maximale Molekülmasse beträgt jeweils 600 u. Ihre psychotrope Wirkung entfalten sie durch Bindung an ternären GABA-Rezeptoren vom Typ α1β2γ2. Nicht aufgenommen sind 2,3-Benzodiazepine, da bei ihnen ein anderer Wirkungsmechanismus vorliegt und nicht mit einem ausgeprägten Suchtpotenzial zu rechnen ist.

### VonN-(2-Aminocyclohexyl)amid abgeleitete Verbindungen
Die Gruppe enthält Abkömmlinge von N-(2-Aminocyclohexyl)amid mit einer bestimmten, in der Anlage zum NpSG definierten Grundstruktur und einer maximalen Molekülmasse von 500 u. Diese wirken als volle Agonisten vor allem an Opioidrezeptoren vom Typ μ. Die Wirkungen und Nebenwirkungen sind mit denen von Morphin vergleichbar. Sie werden missbräuchlich als „Ersatz“ oder „Ergänzung“ für die klassischen Opiate Morphin und Heroin verwendet.

### Von Tryptamin abgeleitete Verbindungen
Diese Stoffgruppe ist weiter untergliedert in:
- Indol-3-alkylamine (Derivate des 2-(Indol-3-yl)-ethylamins) mit einer maximalen Molekülmasse von 500 u.
- Δ9,10-Ergolene (z. B. Analoga des LSDs) mit einer Masse bis 600 u.

Sie wirken primär psychedelisch beziehungsweise halluzinogen. In den Anmerkungen zum Gesetzesentwurf heißt es zum Hintergrund, dass Stoffe dieser Gruppe nicht nur zu einer Selbst-, sondern auch zur Fremdgefährdung führen können, wenn im Rauschverlauf aufgrund halluzinogener Zustände nicht kontrollierbare Handlungen auftreten.

### Von Arylcyclohexylamin abgeleitete Verbindungen
Diese 2021 aufgenommene Gruppe enthält Stoffe mit einer maximalen Molekülmasse von 500 u, die eine Arylcyclohexylamin-Grundstruktur enthalten. Sie zählen zu den Dissoziativa, indem sie in erster Linie als Porenblocker, d. h. als nichtkompetitive Antagonisten an NMDA-Rezeptoren wirken. Ein typischer Vertreter ist das bereits betäubungsmittelrechtlich geregelte Phencyclidin (PCP, „Angel Dust“). Auch Ketamin ist durch diese Gruppe erfasst.

### Von Benzimidazol abgeleitete Verbindungen
Diese 2021 aufgenommene Gruppe enthält Stoffe mit einer maximalen Molekülmasse von 500 u. Unter Bezugnahme auf Benzimidazol-Opioide und Nitazene heißt es in der BR-Drs. 403/21:
„Seit mehr als anderthalb Jahren erfolgen in Deutschland und Europa Sicherstellungen von Verbindungen wie Isotonitazen und Etonitazen, bei denen es sich um synthetische Opioide handelt und die sich strukturell von Benzimidazol ableiten. Etonitazen ist bereits in Anlage I aufgenommen und Isotonitazen soll mit der 32. Verordnung zur Änderung betäubungsmittelrechtlicher Vorschriften in Anlage II des BtMG aufgenommen werden. Neben den beiden genannten Derivaten sind am Drogenmarkt, vor allem über den Internet-Handel/-Versand, weitere, derzeit noch nicht in Deutschland vom BtMG und NpSG regulierte Benzimidazol-Verbindungen verfügbar. Sie übertreffen die analgetische Potenz von Morphin oder sind dieser gleichzusetzen, weshalb sie eine hohe Missbrauchsattraktivität aufweisen.“

## Trivia
Für Aufsehen sorgte 2023 ein Aufsatz in der Fachzeitschrift StV Strafverteidiger über einen Interpunktionsfehler, der bei der Änderung des NpSG im Oktober 2022 entstand. Der Fehler legalisiere etliche bereits verbotene Substanzen wieder und sei nur mit Zustimmung des Bundesrates zu beheben. Das Ministerium sah keine Auswirkungen des redaktionellen Fehlers auf die geltende Rechtslage, korrigierte die Verordnung aber.

## Kritik
Ob das NpSG dem geltenden Recht, vor allem dem BtMG und dem Grundstoffüberwachungsgesetz (GÜG) sowohl regelungstechnisch als auch im Hinblick auf die Drogenprävention überlegen ist, wird bezweifelt. Das NpS-Gesetz bereitet auch nach Worten der Münchner Oberstaatsanwältin Susanne Wosylus „in der praktischen Anwendung große Schwierigkeiten“, da § 4 Abs. 1 NpSG nur den Handel, das Inverkehrbringen und das Verabreichen, aber nicht den Besitz, Erwerb oder Konsum von neuen psychoaktiven Substanzen unter Strafe stellt.
Das Bundesgesundheitsministerium hatte im Januar 2017 eine Evaluation zu den Auswirkungen des NpSG ausgeschrieben. Der Evaluationsbericht, der vom Institut für Therapieforschung (IFT) 2019 angefertigt und im Oktober 2020 dem Gesundheitsausschuss des Bundestags vorgelegt wurde, ergab, dass das Gesetz vermutlich keinen wesentlichen Einfluss auf die Konsumprävalenz von NpS gehabt habe. Das Verbot der Substanzen habe den Konsum nicht verhindert, sondern zu einer Verlagerung der Bezugswege auf das Internet und den Schwarzmarkt geführt, so der Bericht.